# Akmonistion
Akmonistion là một chi cá mập tuyệt chủng sống vào đầu kỷ Cacbon. Hóa thạch của chúng được tìm thấy ở Scotland.